# José Castillo Tielemans
José Castillo Tielemans fue un Gobernador Constitucional del Estado de Chiapas 1964-1970.
Abogado, funcionario público y Gobernador del Estado. Nació en San Cristóbal de Las Casas el 27 de septiembre de 1911. Hijo de Miguel Castillo Robles y de Manuela Tielemans Larrainzar. Fue el quinto de 11 hermanos: Rodolfo, Roberto, Miguel, Rafael, Juan, Manuela, Francisca, Laura y María de los Ángeles. Estuvo casado en primeras nupcias con Laura Costa Culebro con quien tuvo tres hijos: Francisco José, Miguel y Sergio Rafael. Al enviudar, casó con Carmen Ahedo de la Peña con quien procreó a María del Carmen y Claudia. Alejado de la vida pública falleció a los 78 años en la Ciudad de México.
En San Cristóbal realizó sus estudios de primaria, secundaria y preparatoria hasta que tuvo que interrumpirlos cuando cursaba la carrera de Abogado en la Escuela de Derecho debido a que el gobierno del estado decidió cerrarla en la década de 1930 por varios conflictos suscitados. De esta manera, Castillo Tielemans, como muchos otros de su generación, emigró a la Ciudad de México para continuar sus estudios en San Ildefonso. Siendo estudiante de la UNAM fue Consejero Universitario, catedrático de Extensión Universitaria y profesor en el Colegio Militar. Ocupó varios cargos en la Secretaría de Agricultura y Ganadería, en la Comisión Nacional de Colonización, procurador de Justicia del Estado de Hidalgo, senador de la República y gobernador de Chiapas de 1964 a 1970. 
Durante su gobierno Chiapas disfrutó de estabilidad política y social. Su administración estuvo orientada principalmente a la construcción de escuelas y carreteras, electrificación y obras públicas en general. Destaca lo siguiente: creación de la Escuela de Ingeniería y de la Escuela de Comercio y Administración; creación del Patronato Pro Construcción de la Universidad de Chiapas logrando que Carlos Maciel Espinosa donara un inmueble para el primer edificio de la universidad; repartió 437 mil hectáreas de tierra; electrificación de 156 poblados e impulsó las audiencias públicas de manera semanal. 
En Tuxtla construyó: el Palacio de Justicia, el primer Anillo Periférico, el Parque Morelos y el Miguel Hidalgo, el Mercado Gustavo Díaz Ordaz, 15 escuelas, las fuentes Mactumatzá y Huitepéc, la remodelación de la Penitenciaria del Estado, entre otras obras de infraestructura; la carretera Tuxtla-Villaflores; en Tapachula, el Palacio de Gobierno; en San Cristóbal reconstruyó el Palacio Municipal, el Auditorio de Basquetbol, varias escuelas, reubicó el mercado público y la cárcel municipal, adoquinó las principales calles del centro histórico; construyó la carretera San Cristóbal-Ocosingo-Yajalón que el siguiente gobierno continuó hasta Palenque y se comunicó por el oriente a Chiapas con Tabasco. 
Se subraya que las obras públicas fueron construidas únicamente con el presupuesto estatal disponible y cercano a los 70 (setenta) mdp ya que en esa época la federación no aportaba recursos extraordinarios lo cual se modifició a partir del sexenio siguiente.